# Napomyza thalhammeri
Napomyza thalhammeri este o specie de muște din genul Napomyza, familia Agromyzidae. A fost descrisă pentru prima dată de Gabriel Strobl în anul 1900. Conform Catalogue of Life specia Napomyza thalhammeri nu are subspecii cunoscute.